# 식모 삼형제
"식모 삼형제"는 1969년 공개된 대한민국의 영화이다.

## 배역
- 문희
- 남정임
- 고은아
- 구봉서
- 김희갑
- 이낙훈
- 오현경
- 도금봉
- 윤인자
- 안인숙
- 이수련
- 정민
- 정애란
- 전영주
- 전숙
- 김경란
- 임운학